# Skanzenvasút
A Skanzen Vasút a Szentendrei Szabadtéri Néprajzi Múzeum 2009. április 8-án átadott múzeumvasútja. Üzemeltetését egészen 2019-ig a MÁV Nosztalgia Kft. munkatársai végezték. 2021-től a teljes vasútüzem szervezését, irányítását, lebonyolítását a Múzeum saját hatáskörben végzi.

## Története
Az építése 2009. január 6-án kezdődött, az első vonat 2009. április 8-án indult első nyilvános útjára. A Skanzen célja a vasútépítéssel a helyiérdekű vasútvonalak (köznyelvben vicinálisok) bemutatása volt, melyek a 19. és 20. század fordulóján tömegesen épültek az országban. A Skanzen Vasút induló állomása a Skanzen új bejárati épülete, amelyet Mezőhegyes vasútállomásáról mintáztak.

## A pálya
A normál nyomtávolságú pálya hossza 2115 méter. A felépítmény „c” rendszerű 34,5 kg/m-es sínszálakból áll, melyeket az 1930-as évek közepén gyártottak. Ilyen sínek még ma is több 100 km hosszban találhatók az ország mellékvonalain, bár korukban fővonali sínnek számítottak. A helyiérdekű vasutak rendszerint ennél gyengébb 23,6 kg/m-es „i” síneket fektettek le. A nyíltvonali felépítményi anyagok a Szolnok–Hódmezővásárhely–Makó-vasútvonalból kerültek ki egy 2008 őszén végzett pályafelújítás alkalmával Jaksorparti tanyák és Kunszentmárton érpart egykori megállóhelyek közül. A kitérők MÁV 48-as szabvány szerintiek.

## A motorvonat
A motorvonat egy Ganz–Jendrassik-féle BCmot motorkocsi, eredeti pályaszáma BCymot 422 volt, 80 096 gyári számmal épült 1930-ban. A BCmot motorkocsik gyártása 1926-ban kezdődött, ezt követően mintegy 60 évig (a Bzmot motorkocsik beszerzéséig) a mellékvonalak jellemző járművének számítottak. Első útjának pontos dátuma nem ismeretes. Tudjuk azonban, hogy az 1960-as években Vésztőn volt állomásítva. 1989-ben ABymot-ból A-164-re átszámozva a békéscsabai Pályagazdálkodási Főnökség motorkocsija lett. Felújítása során a hajtás eredeti áttételét megnövelték; a lecsökkent végsebesség a rövid pályán nem jelent problémát.
2023. március 15-től a BCmot 468 pályaszámú mechanikus hajtásrendszerű motorkocsi is a Skanzenvasúton teljesít szolgálatot.

## Közlekedése
A Skanzen Vasút lehetőséget teremt a több, mint 60 hektár területen fekvő Múzeum tájegységei közötti közlekedésre korhű körülmények között, valamint turisztikai élményt biztosít. A vonatok előre meghirdetett menetrend alapján közlekednek. Utazással kapcsolatos információk a Skanzen hivatalos weboldalán a Skanzen Vonat pont alatt érhető el.

## Állomások, megállóhelyek
- Főbejárat állomás
- Kovácsműhely megállóhely
- Sztaravoda-patak megállóhely
- Vízimalom megállóhely
- Harangláb megállóhely
- Néprajzi látványtár megállóhely

## Vasúti önkéntesség
A Szabadtéri Néprajzi Múzeum 2021 szeptemberében meghirdette vasúti önkéntes programját, melynek keretében egyedülálló, ingyenes képzést indít a Múzeumban. A képzés során a vasút iránt érdeklődő jelentkezők vasúti feladatköröket sajátíthatnak el. A tanfolyam elvégzése után forgalmi szolgálattevő, váltókezelő, vonatkísérő, jegyvizsgáló, tolatásvezető, sorompókezelő, jelzőőr munkakör betöltése mellett mozdonyvezetők is lehetnek a Skanzen Vasúton. Az önkéntes munka keretében a szolgálatot választott időpontban, kedvtelésből teljesíthetik a jelentkezők.

## Galéria

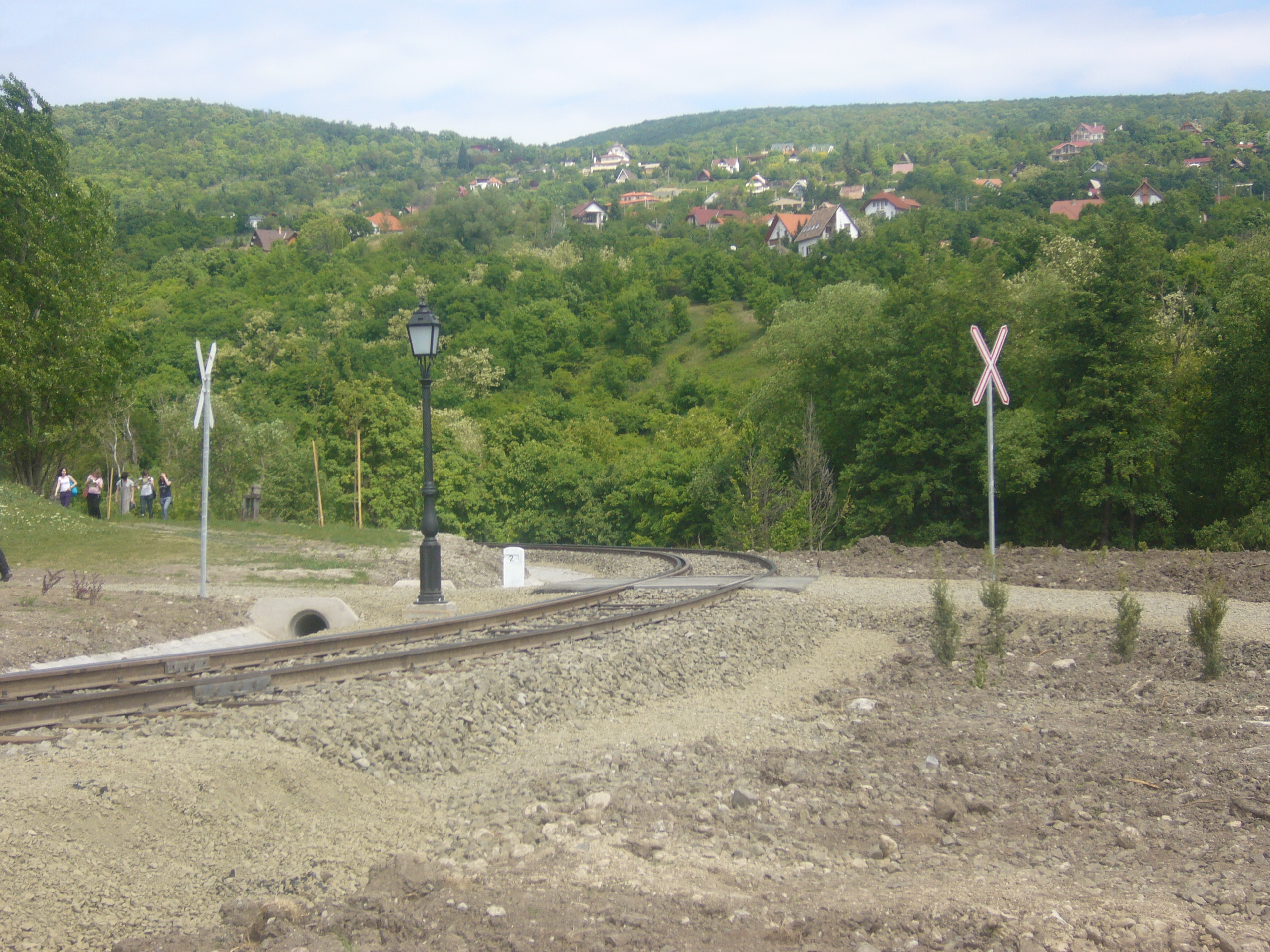
Pályarész
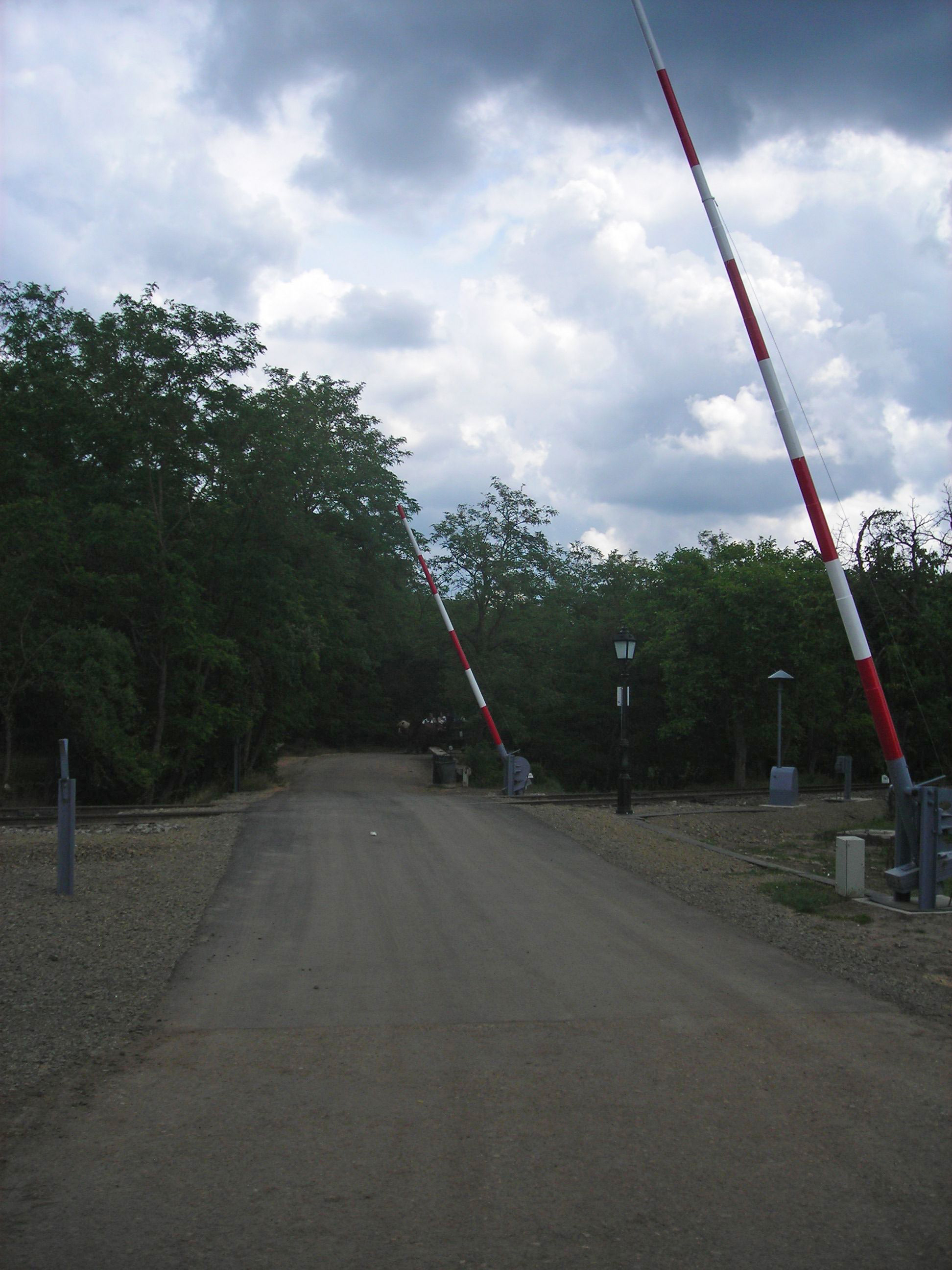
Csapórudas sorompó
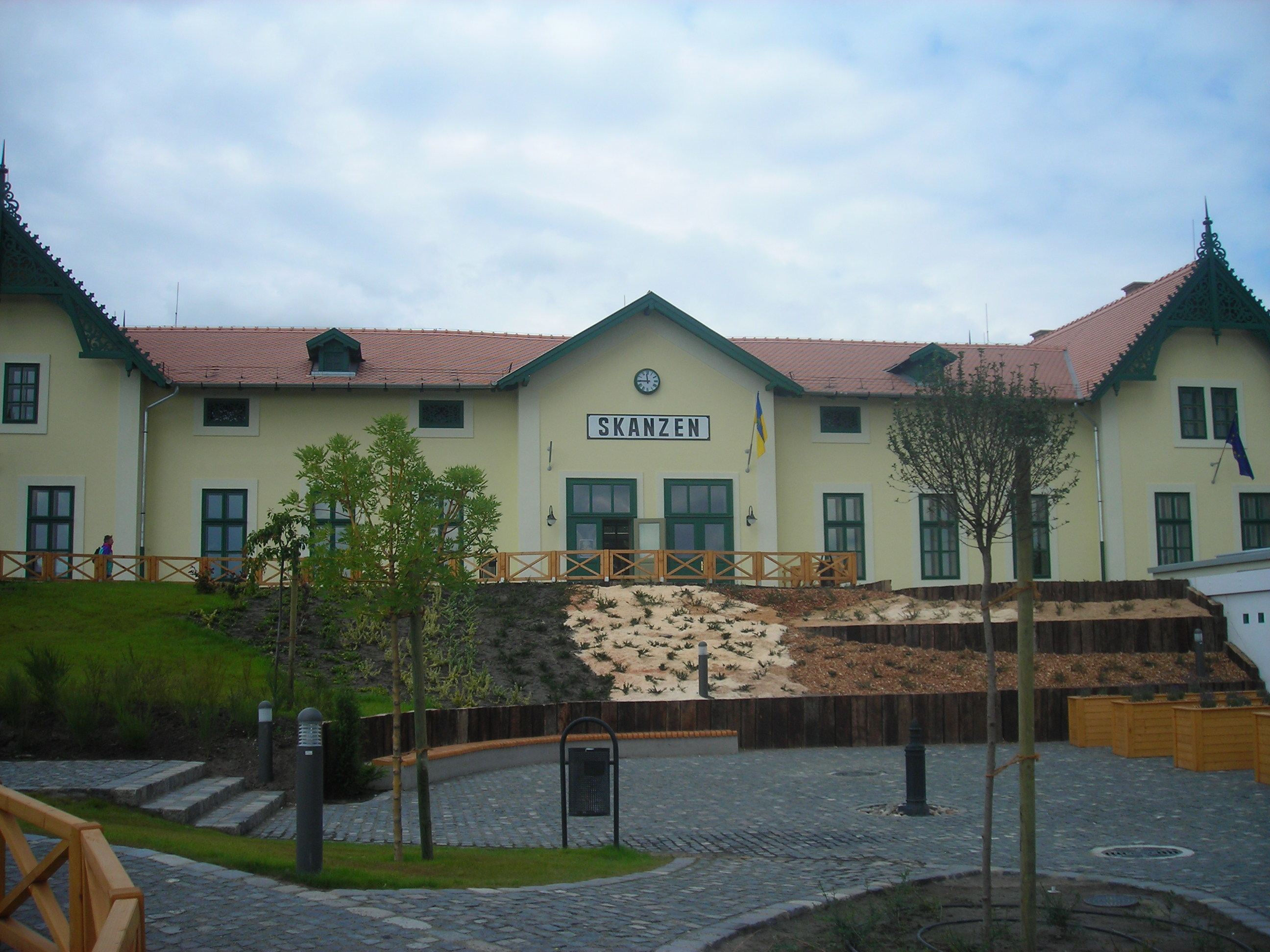
A skanzen bejárata
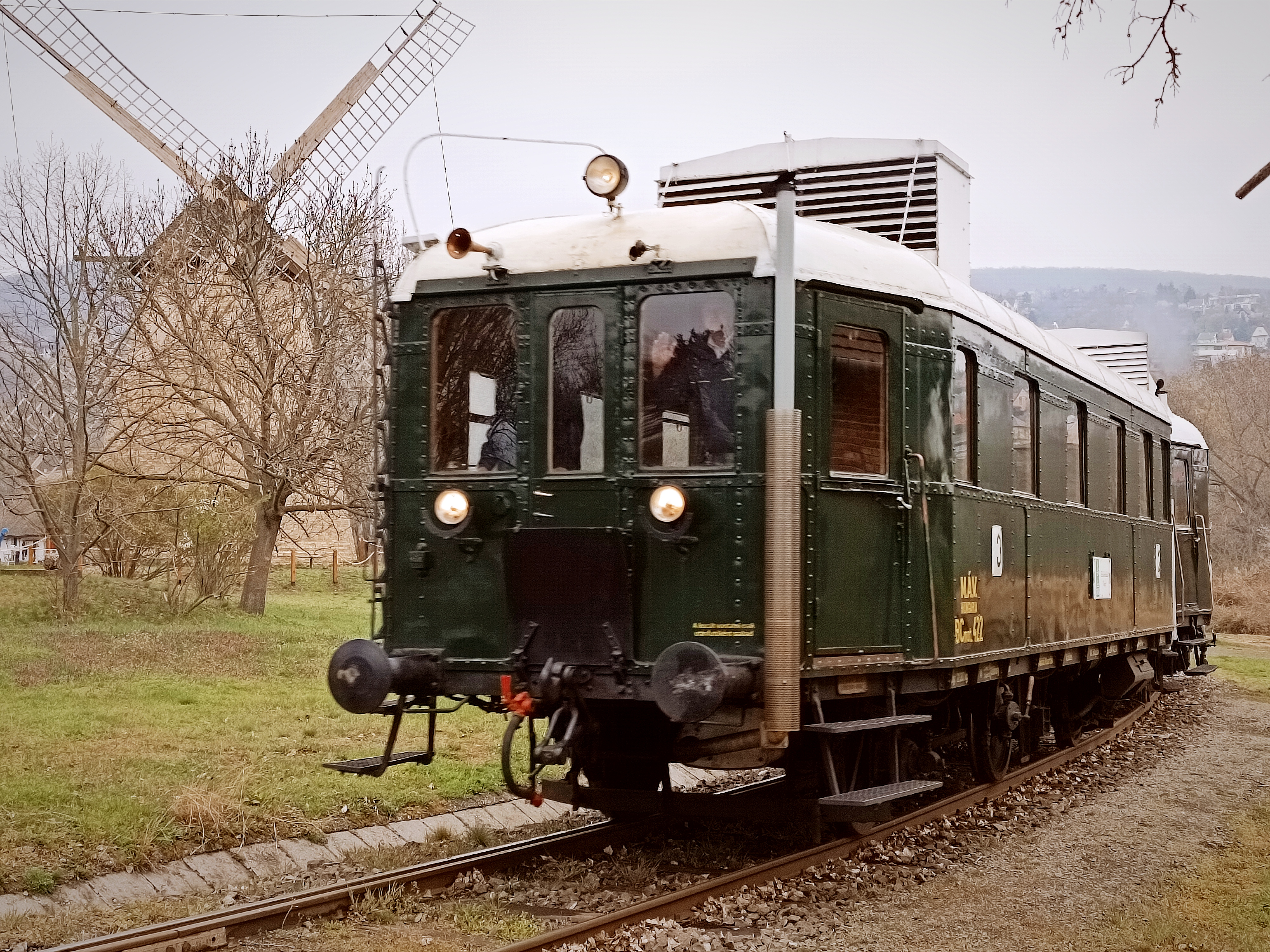
A BCmot 422 a dusnoki szélmalom előtt.
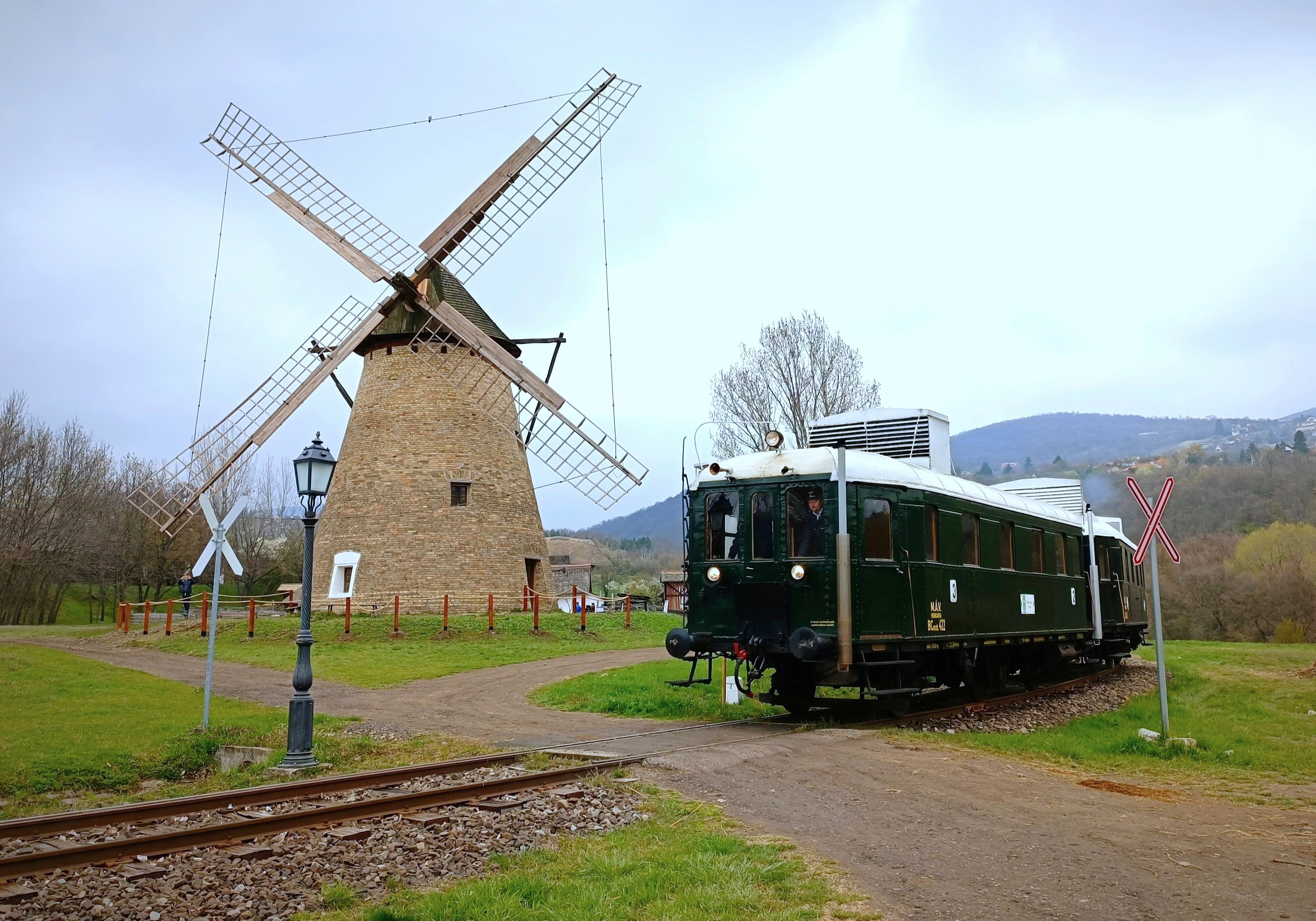
BCmot 422 szerelvényével halad a II. számú vasútvonalon.
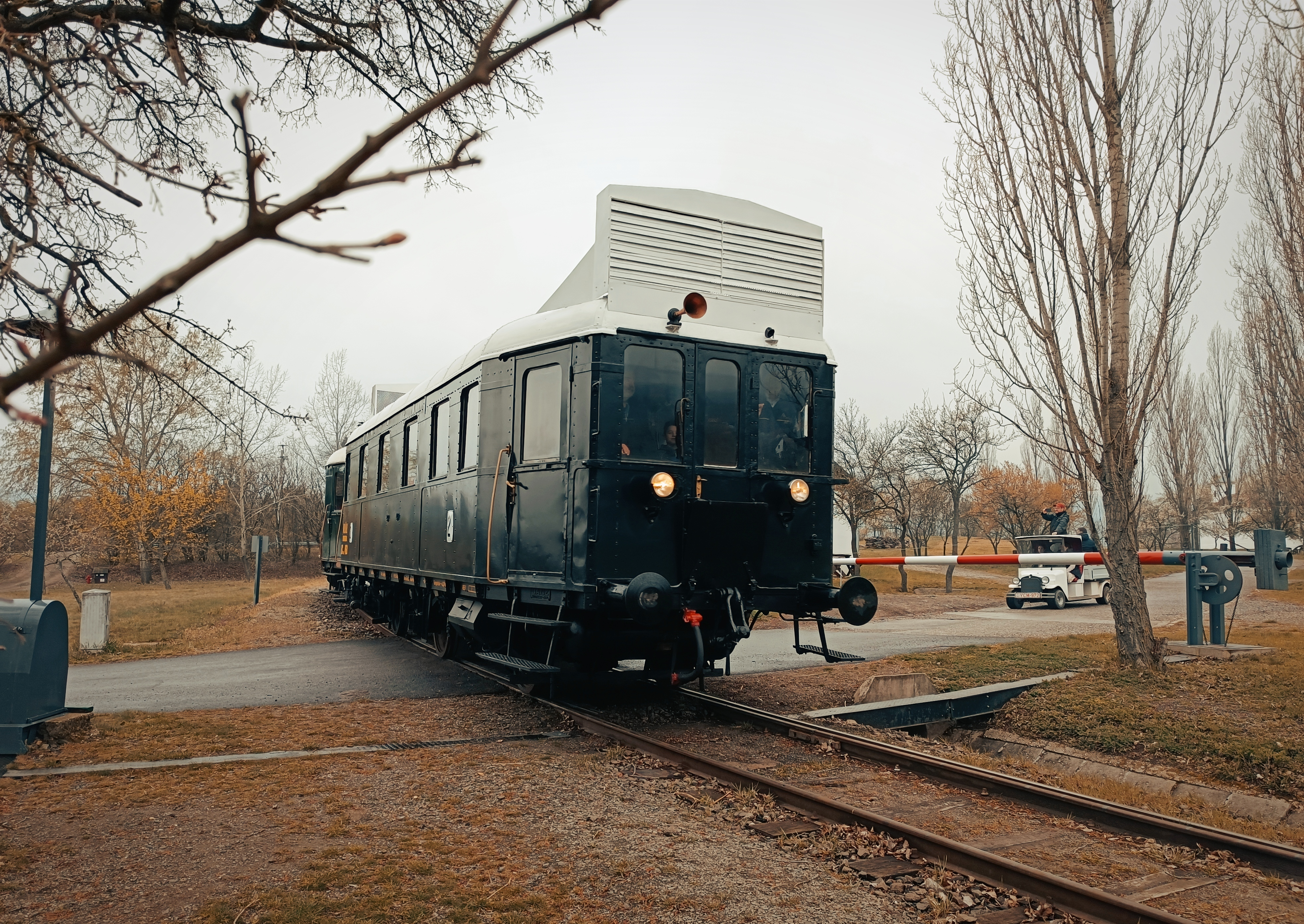
BCmot halad egy teljes sorompóval fedezett átjáróban.